# W pułapce
W pułapce (tytuł oryginalny: Ófærð) – islandzki telewizyjny serial kryminalny, emitowany od 27 grudnia 2015 przez islandzką stację publiczną RÚV. W Polsce emitowany jest od 7 września 2016 na kanale Ale Kino+, a od 1 września 2017 także na platformie VOD Netflix.

## Opis fabuły
Na początku lutego, w mieście Seyðisfjörður we wschodniej Islandii, dochodzi do zbrodni: z Oceanu Atlantyckiego wyłowiono pozbawiony głowy i kończyn tułów mężczyzny. Lokalni policjanci – Andri, Hinrika i Ásgeir – podejrzewają, że ofiara została zabita na duńskim promie z Hirtshals, który właśnie zacumował w miejscowym porcie i że morderca przebywa w okolicy. Władze zakazują kapitanowi statku odpłynięcia, a pasażerowie zostają zgromadzeni w sali gimnastycznej do czasu wyjaśnienia sprawy. Do miasta wraca Hjörtur, młody mężczyzna podejrzewany o wywołanie siedem lat wcześniej pożaru, w którym zginęła szwagierka Andriego. Pomiędzy radnymi i biznesmenami toczy się zaś gorący spór o budowę nowego portu przez chińskiego inwestora, co prowadzi do kolejnej tragedii. Jednocześnie w Seyðisfjörður uderza zamieć, która odcina miasteczko od świata.

## Główne role
- Ólafur Darri Ólafsson(inne języki) jako Andri Olafsson, komendant policji
- Ilmur Kristjánsdóttir(inne języki) jako Hinrika, oficer policji
- Ingvar Eggert Sigurðsson jako Ásgeir, oficer policji
- Nína Dögg Filippusdóttir(inne języki) jako Agnes Eiríksdóttir, była żona Andriego
- Þorsteinn Gunnarsson(inne języki) jako Eiríkur Davidsson, ojciec Agnes
- Hanna María Karlsdóttir(inne języki) jako Þórhildur, matka Agnes
- Baltasar Breki Samper(inne języki) jako Hjörtur
- Ólafía Hrönn Jónsdóttir(inne języki) jako Freyja, matka Hjörtura
- Rúnar Freyr Gíslason(inne języki) jako Sigvaldi, nowy partner Agnes
- Grace Achieng jako Joy, nigeryjska dziewczyna
- Marta Quental jako Nishadi, młodsza siostra Joy
- Bjarne Henriksen(inne języki) jako Soren Carlsen, kapitan promu
- Pálmi Gestsson(inne języki) jako Hrafn Eysteinsson, burmistrz
- Sigrún Edda Björnsdóttir(inne języki) jako Kolbrún, żona Hrafna

## Odcinki
| Seria | Odcinki | Emisja w Islandii                | Emisja w Polsce                       |
| ----- | ------- | -------------------------------- | ------------------------------------- |
| 1     | 1–10    | 27 grudnia 2015 – 28 lutego 2016 | 7 września 2016 – 5 października 2016 |
| 2     | 11–20   | 16 lutego 2019 – 16 marca 2019   | 12 maja 2019 – 9 czerwca 2019         |

## Produkcja
W pułapce jest najdroższą produkcją w historii islandzkiej telewizji – pierwsza seria kosztowała 6 500 000 euro. Serial zyskał dużą popularność i został wyemitowany w wielu krajach.
Zdecydowana większość zdjęć do serialu została nakręcona pomiędzy styczniem a majem 2015 w Seyðisfjörður we wschodniej Islandii (m.in. plenery nad fiordem i w porcie promowym) oraz w Siglufjörður w północnej części wyspy (niektóre budynki, w tym kościół). Część scen powstała w grudniu 2014 w Reykjavíku.

## Nagrody i nominacje
- Nagrody Edda 2016 w kategoriach: najlepszy serial dramatyczny/komediowy roku, najlepsza muzyka, najlepsze efekty wizualne[9]
- Nominacja do nagrody Edda 2016 za najlepszą rolę drugoplanową dla Baltasara Brekiego Sampera[9]
- Nominacja do nagrody Camerimage 2015 dla Bergsteinna Björgúlfssona(inne języki) za najlepsze zdjęcia do pilota serialu telewizyjnego[10]
- Nominacje do nagrody Nymphe d'or(inne języki) 2016 na Festiwalu Telewizyjnym w Monte-Carlo(inne języki) w kategoriach: najlepszy serial dramatyczny i najlepszy aktor (dla Ólafura Darriego Ólafssona)[9]